# 明星动画
明星动画，全称广东明星创意动画有限公司，是一家中国动画公司。由原《喜羊羊與灰太狼》總導演黄伟明离开原创动力后在2009年成立。2012年6月29日，奥飞动漫收购其70%的股份后成为其子公司，后于2016年转让股权，持股变更为19.5%。
该公司推出《开心宝贝》系列动画。